# Anomis regalissima
Anomis regalissima är en fjärilsart som beskrevs av Dyar 1914. Anomis regalissima ingår i släktet Anomis och familjen nattflyn. Inga underarter finns listade i Catalogue of Life.